# Kärratunneln
Kärratunneln är en 380 meter lång tunnel i Uddevalla på Riksväg 44. Den invigdes 1976 samtidigt med Sörvikstunneln. Båda har separata tunnelrör för vardera trafikriktningen.

## Ras
Den 19 juni 1995 rasade delar av innertaket i ett av tunnelrören.

## Upprustning
Mellan 2015 och 2017 rustas tunneln upp för att bland annat för att höja säkerheten i tunneln.

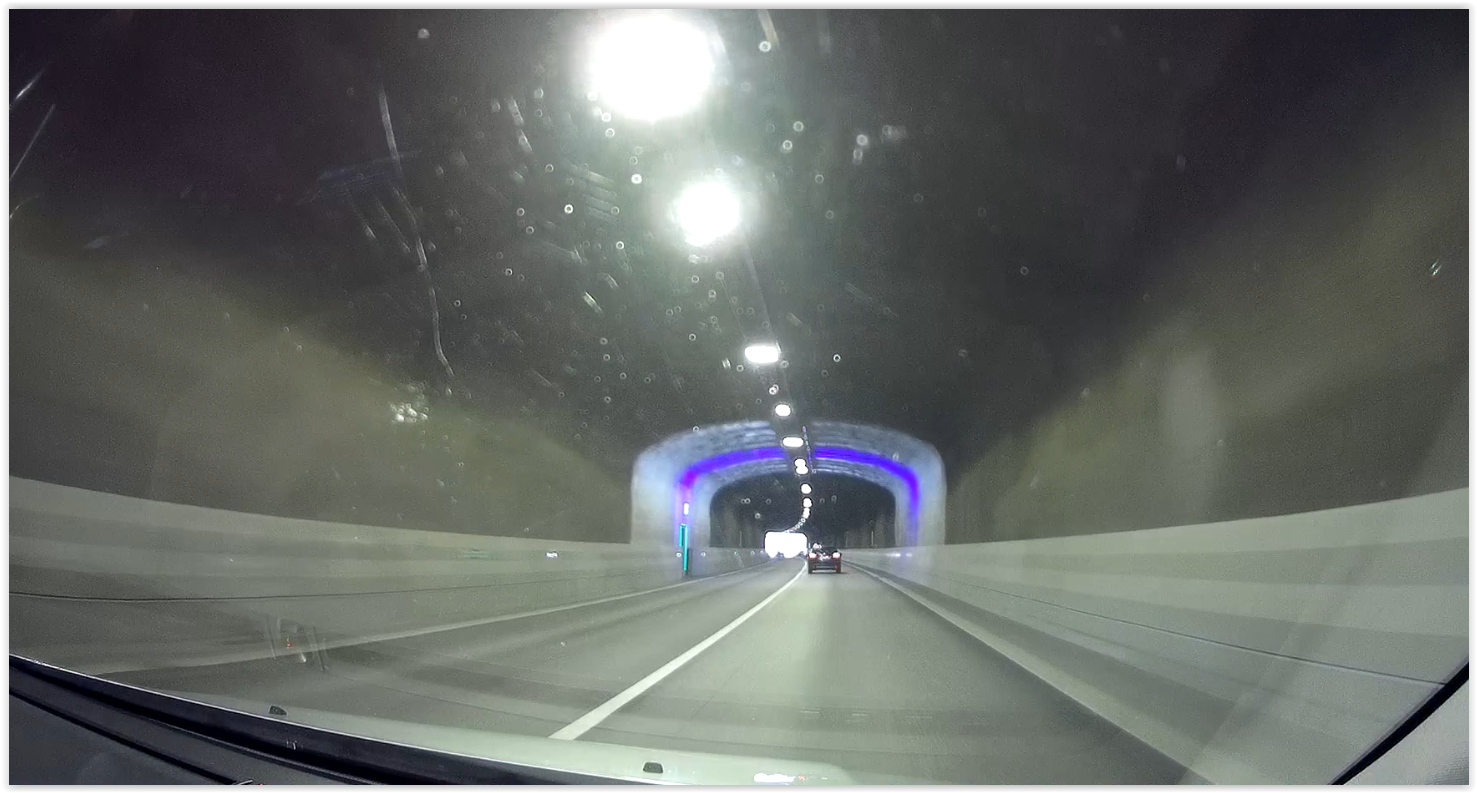
Insidan av Kärratunneln